# Bernd Pichler
Bernd Pichler (geboren am 26. Dezember 1969) ist ein deutscher biomedizinischer Ingenieur und Experte für präklinische und molekulare Bildgebung sowie für Biomedizinische Technik bildgebender Verfahren. Er ist Inhaber des Lehrstuhls für Präklinische Bildgebung und Radiopharmazie sowie Direktor des Werner Siemens Imaging Centers an der Eberhard Karls Universität Tübingen. Er ist Dekan der Medizinischen Fakultät der Universität Tübingen und Mitglied des Vorstands des Universitätsklinikums Tübingen.

## Leben
Pichler ist in Pfaffenhofen an der Ilm in Bayern aufgewachsen. Nach dem Abitur studierte er Elektrotechnik und biomedizinische Technik an der Technischen Universität München. Nach seinem Abschluss arbeitete er als Doktorand an der Klinik für Nuklearmedizin der Technischen Universität München und am Max-Planck-Institut für Physik (Werner-Heisenberg-Institut). Nach seiner Promotion (Dr. rer. nat.) im Jahr 2001 arbeitete er zunächst als Postdoktorand an der Klinik für Nuklearmedizin. Im März 2003 wechselte er als Assistenz-Forschungsingenieur (Assistant Research Professor) an die University of California, Davis, und arbeitete in der Abteilung für Biomedizinische Technik.
Im Januar 2005 wurde Pichler Leiter des Labors für Präklinische Bildgebung und Bildgebungstechnologie an der Eberhard Karls Universität Tübingen und schloss dort 2007 erfolgreich seine Habilitation ab. Seit 2008 ist er Professor an der Universität Tübingen und seit Januar 2011 auch Inhaber des Lehrstuhls für Präklinische Bildgebung und Radiopharmazie an der Klinik für Radiologie, die zum Universitätsklinikum Tübingen gehört. Seine Professur wird von der Werner Siemens-Stiftung finanziert, die ihren Sitz in der Schweiz hat.
Im Mai 2020 wurde Pichler zum Dekan der Medizinischen Fakultät der Eberhard Karls Universität Tübingen gewählt.

## Forschung
Pichler forscht in erster Linie an der Entwicklung neuer bildgebender Verfahren für die präklinische Grundlagenforschung und die klinische Anwendung. Er war maßgeblich an der Entwicklung eines bildgebenden Verfahrens beteiligt, das Positronen-Emissions-Tomographie (PET) und Magnetresonanztomographie (MRT) in einem Gerät (PET/MR) kombiniert. Das von Pichler geleitete Labor fokussiert sich vor allem auf die Grundlagenforschung zu neuen Diagnose- und Behandlungsmethoden in den Bereichen Onkologie, Neurologie, Kardiologie und Immunologie. Pichler ist Inhaber und Anmelder zahlreicher Patente auf integrierte PET/MR-Scanner und radioaktive Tracer.

## Auszeichnungen
- Gold Medal Award der World Molecular Imaging Society, 2023[6]
- Georg-von-Hevesy-Medaille der Deutschen Gesellschaft für Nuklearmedizin, 2021[7]
- Sprecher des Exzellenzclusters 'Image-Guided and Functionally Instructed Tumor Therapies (iFIT)' der Eberhard-Karls-Universität Tübingen, bewilligt von der Deutschen Forschungsgemeinschaft, 2019[8]
- Mitglied der Deutschen Nationalen Akademie der Naturforscher Leopoldina, 2017[9]
- Mitglied der Deutschen Akademie der Technikwissenschaften (acatech), 2015[10]
- Präsident der Europäischen Gesellschaft für Molekulare Bildgebung (ESMI), 2014/2015[11]
- Mitglied des Beirats der Werner Siemens-Stiftung, 2012[12]
- Advanced Grant des Europäischen Forschungsrates, 2012[13][14]

## Ausgewählte Publikationen
- Stefania Pezzana, Simone Blaess, Jule Kortendieck, Nicole Hemmer, Bredi Tako, Claudia Pietura, Lara Ruoff, Simon Riel, Martin Schaller, Irene Gonzalez-Menendez, Leticia Quintanilla-Martinez, Alessandro Mascioni, Argin Aivazian, Ian Wilson, Andreas Maurer, Bernd J Pichler, Manfred Kneilling, Dominik Sonanini: In-depth cross-validation of human and mouse CD4-specific minibodies for noninvasive PET imaging of CD4+ cells and response prediction to cancer immunotherapy. In: Theranostics. 14. Jahrgang, Nr. 12, 2024, S. 4582–4597, doi:10.7150/thno.95173, PMID 39239511 (englisch, thno.org).
- Johannes Schwenck, Dominik Sonanini, Jonathan M Cotton, Hans-Georg Rammensee, Christian la Fougère, Lars Zender, Bernd J Pichler: Advances in PET imaging of cancer. In: Nature Reviews Cancer. 23. Jahrgang, Nr. 7, 2023, S. 474–490, doi:10.1038/s41568-023-00576-4, PMID 37258875 (englisch, nature.com).
- Prateek Katiyar, Johannes Schwenck, Leonie Frauenfeld, Mathew R Divine, Vaibhav Agrawal, Ursula Kohlhofer, Sergios Gatidis, Roland Kontermann, Alfred Königsrainer, Leticia Quintanilla-Martinez, Christian la Fougère, Bernhard Schölkopf, Bernd J Pichler, Jonathan Disselhorst: Quantification of intratumoural heterogeneity in mice and patients via machine-learning models trained on PET–MRI data. In: nature biomedical engineering. 7. Jahrgang, Nr. 8, 2023, S. 1014–1027, doi:10.1038/s41551-023-01047-9, PMID 37277483 (englisch, nature.com).
- Johannes Schwenck, Andreas Maurer, Nicolas Beziere, Francesco Fiz, Frederic Boschetti, Susanne Geistlich, Dominik Seyfried, Matthias Gunzer, Gerald Reischl, Jöri Wehrmüller, Walter Ehrlichmann, Marius Horger, Sergios Gatidis, Genna Davies, Wichard Vogel, Christian la Fougère, Bernd Pichler, Christopher Thornton: Antibody-guided Molecular Imaging of Aspergillus Lung Infections in Leukemia Patients. In: Journal of Nuclear Medicine. 63. Jahrgang, Nr. 9, 2022, S. 1450–1451, doi:10.2967/jnumed.121.263251, PMID 35863897 (englisch, snmjournals.org).
- Jan Grimm, Fabian Kiessling, Bernd J Pichler: Quo Vadis, Molecular Imaging? In: Journal of Nuclear Medicine. 61. Jahrgang, Nr. 10, 2020, S. 1428–1434, doi:10.2967/jnumed.121.263251, PMID 32859706 (englisch, snmjournals.org).
- Katrin Fischer, Anna Fenzl, Dianxin Liu, Kenneth A Dyar, Maximilian Kleinert, Markus Brielmeier, Christoffer Clemmensen, Anna Fedl, Brian Finan, Andre Gessner, Martin Jastroch, Jianfeng Huang, Susanne Keipert, Martin Klingenspor, Jens C Brüning, Manfred Kneilling, Florian C Maier, Ahmed E Othman, Bernd J Pichler, Ines Pramme-Steinwachs, Stephan Sachs, Angelika Scheideler, Wolfgang M Thaiss, Henriette Uhlenhaut, Siegfried Ussar, Stephen C Woods, Julia Zorn, Kerstin Stemmer, Sheila Collins, Maria Diaz-Meco, et al.: The Scaffold Protein p62 Regulates Adaptive Thermogenesis Through ATF2 Nuclear Target Activation. In: Nature Communications. 11. Jahrgang, Nr. 1, 2020, S. 2306, doi:10.1038/s41467-020-16230-8, PMID 32385399 (englisch, nature.com).
- Ellen Brenner, Barbara F Schörg, Fatima Ahmetlić, Thomas Wieder, Franz Joachim Hilke, Nadine Simon, Christopher Schroeder, German Demidov, Tanja Riedel, Birgit Fehrenbacher, Martin Schaller, Andrea Forschner, Thomas Eigentler, Heike Niessner, Tobias Sinnberg, Katharina S Böhm, Nadine Hömberg, Heidi Braumüller, Daniel Dauch, Stefan Zwirner, Lars Zender, Dominik Sonanini, Albert Geishauser, Jürgen Bauer, Martin Eichner, Katja J Jarick, Andreas Beilhack, Saskia Biskup, Dennis Döcker, Dirk Schadendorf, et al.: Cancer Immune Control Needs Senescence Induction by Interferon-Dependent Cell Cycle Regulator Pathways in Tumours. In: Nature Communications. 11. Jahrgang, Nr. 1, 2020, S. 1335, doi:10.1038/s41467-020-14987-6, PMID 32165639 (englisch, nature.com).
- Martin Thunemann, Barbara F Schörg, Susanne Feil, Yun Lin, Jakob Voelkl, Matthias Golla, Angelos Vachaviolos, Ursula Kohlhofer, Leticia Quintanilla-Martinez, Marcus Olbrich, Walter Ehrlichmann, Gerald Reischl, Christoph M Griessinger, Harald F Langer, Meinrad Gawaz, Florian Lang, Michael Schäfers, Manfred Kneilling, Bernd J Pichler, Robert Feil: Cre/lox-assisted Non-Invasive in Vivo Tracking of Specific Cell Populations by Positron Emission Tomography. In: Nature Communications. 8. Jahrgang, Nr. 1, 2017, S. 444, doi:10.1038/s41467-017-00482-y, PMID 28874662 (englisch, nature.com).
- Fabian Kiessling, Bernd J Pichler, Peter Hauff: Small Animal Imaging - Basics and Practical Guide. 2. Auflage. Springer International Publishing, 2017, ISBN 978-3-319-42202-2 (englisch, springer.com).
- Jennifer Schmitz, Julian Schwab, Johannes Schwenck, Qian Chen, Leticia Quintanilla-Martinez, Markus Hahn, Beate Wietek, Nina Schwenzer, Annette Staebler, Ursula Kohlhofer, Olulanu H Aina, Neil E Hubbard, Gerald Reischl, Alexander D Borowsky, Sara Brucker, Konstantin Nikolaou, Christian La Fougère, Robert D Cardiff, Bernd J Pichler, Andreas M Schmid: Decoding Intratumoral Heterogeneity of Breast Cancer by Multiparametric In Vivo Imaging: A Translational Study. In: Cancer Research. 76. Jahrgang, Nr. 18, 2016, S. 5512–22, doi:10.1158/0008-5472.CAN-15-0642, PMID 27466286, PMC 5414858 (freier Volltext) – (englisch).
- Anna-Maria Rolle, Mike Hasenberg, Christopher R Thornton, Djamschid Solouk-Saran, Linda Männ, Juliane Weski, Andreas Maurer, Eliane Fischer, Philipp R Spycher, Roger Schibli, Frederic Boschetti, Sabine Stegemann-Koniszewski, Dunja Bruder, Gregory W Severin, Stella E Autenrieth, Sven Krappmann, Genna Davies, Bernd J Pichler, Matthias Gunzer, Stefan Wiehr: ImmunoPET/MR imaging allows specific detection of Aspergillus fumigatus lung infection in vivo. In: Proceedings of the National Academy of Sciences. 113. Jahrgang, Nr. 8, 2016, S. E1026–33, doi:10.1073/pnas.1518836113, PMID 26787852, PMC 4776455 (freier Volltext) – (englisch).
- Christoph M Griessinger, Andreas Maurer, Christian Kesenheimer, Rainer Kehlbach, Gerald Reischl, Walter Ehrlichmann, Daniel Bukala, Maren Harant, Funda Cay, Jürgen Brück, Renate Nordin, Ursula Kohlhofer, Hans-Georg Rammensee, Leticia Quintanilla-Martinez, Martin Schaller, Martin Röcken, Bernd J Pichler, Manfred Kneilling: 64Cu antibody-targeting of the T-cell receptor and subsequent internalization enables in vivo tracking of lymphocytes by PET. In: Proceedings of the National Academy of Sciences. 112. Jahrgang, Nr. 4, 2015, S. 1161–6, doi:10.1073/pnas.1418391112, PMID 25587131, PMC 4313850 (freier Volltext) – (englisch).
- Florian C Maier, Hans F Wehrl, Andreas M Schmid, Julia G Mannheim, Stefan Wiehr, Chommanad Lerdkrai, Carsten Calaminus, Anke Stahlschmidt, Lan Ye, Michael Burnet, Detlef Stiller, Osama Sabri, Gerald Reischl, Mathias Staufenbiel, Olga Garaschuk, Mathias Jucker, Bernd J Pichler: Longitudinal PET-MRI reveals β-amyloid deposition and rCBF dynamics and connects vascular amyloidosis to quantitative loss of perfusion. In: Nature Medicine. 20. Jahrgang, Nr. 12, 2014, S. 1485–92, doi:10.1038/nm.3734, PMID 25384087 (englisch, nature.com).
- Hans F Wehrl, Mosaddek Hossain, Konrad Lankes, Chih-Chieh Liu, Ilja Bezrukov, Petros Martirosian, Fritz Schick, Gerald Reischl, Bernd J Pichler: Simultaneous PET-MRI reveals brain function in activated and resting state on metabolic, hemodynamic and multiple temporal scales. In: Nature Medicine. 19. Jahrgang, Nr. 9, 2013, S. 1184–9, doi:10.1038/nm.3290, PMID 23975025 (englisch, nature.com).
- Nele Müller-Hermelink, Heidi Braumüller, Bernd Pichler, Thomas Wieder, Reinhard Mailhammer, Katrin Schaak, Kamran Ghoreschi, Amir Yazdi, Roland Haubner, Christian A Sander, Ralph Mocikat, Markus Schwaiger, Irmgard Förster, Ralph Huss, Wolfgang A Weber, Manfred Kneilling, Martin Röcken: TNFR1 Signaling and IFN-γ Signaling Determine whether T Cells Induce Tumor Dormancy or Promote Multistage Carcinogenesis. In: Cancer Cell. 13. Jahrgang, Nr. 6, 2008, S. 507–18, doi:10.1016/j.ccr.2008.04.001, PMID 18538734 (englisch, sciencedirect.com).
- Martin S Judenhofer, Hans F Wehrl, Danny F Newport, Ciprian Catana, Stefan B Siegel, Markus Becker, Axel Thielscher, Manfred Kneilling, Matthias P Lichy, Martin Eichner, Karin Klingel, Gerald Reischl, Stefan Widmaier, Martin Röcken, Robert E Nutt, Hans-Jürgen Machulla, Kamil Uludag, Simon R Cherry, Claus D Claussen, Bernd J Pichler: Simultaneous PET-MRI: A new approach for functional and morphological imaging. In: Nature Medicine. 14. Jahrgang, Nr. 4, 2008, S. 459–65, doi:10.1038/nm1700, PMID 18376410 (englisch, nature.com).